# Carteras de la Comisión Europea
Se denominan carteras de comisario o carteras de la Comisión Europea a las áreas de responsabilidad política que el presidente de dicha institución asigna a cada uno de los comisarios durante la formación del Colegio de Comisarios o a lo largo de su mandato por medio de remodelaciones. Se trata del equivalente a un ministerio, pero a escala europea. 
Cada comisario es responsable de los departamentos (direcciones generales y servicios) y, en su caso, agencias ejecutivas que les asigne el presidente en su carta de nombramiento. En ocasiones un mismo departamento servicio puede estar sujeto a dos o más comisarios. Estos ámbitos competenciales se conocen en la jerga comunitaria por el nombre de "carteras", y dado que no tienen estructura administrativa propia, son gestionados por el propio comisario y, en su nombre, por su gabinete. Se considera convencionalmente que un comisario tiene encomendada la gestión o llevanza de una cartera propia, por tanto, cuando el presidente adscribe o vincula al mandato político de aquel la dependencia de una o varias direcciones generales o servicios, como se conoce a los departamentos de la Comisión Europea. 
En caso contrario se trataría de un comisario sin cartera, previsiblemente sujeto o asociado a un comisario con cartera. Esta situación no se ha dado desde que concluyera el mandato de la Comisión Prodi en 2004. En la actual Comisión von der Leyen, cada uno de los 27 comisarios tiene encomendada una cartera; siete de ellos ostentan además el rango de vicepresidentes.
Hay que tener en cuenta que las carteras han ido cambiando desde la primera Comisión Europea (1958-1962). Cada presidente elige las responsabilidades que asigna a cada comisario por lo que cada nueva comisión es susceptible de tener carteras distintas. Además, conforme se han ido adhiriendo Estados miembros a la Unión, han ido aumentado el número de comisarios, o han ido surgiendo nuevas competencias como Mercado Único Digital o Sociedades Digitales, etc.

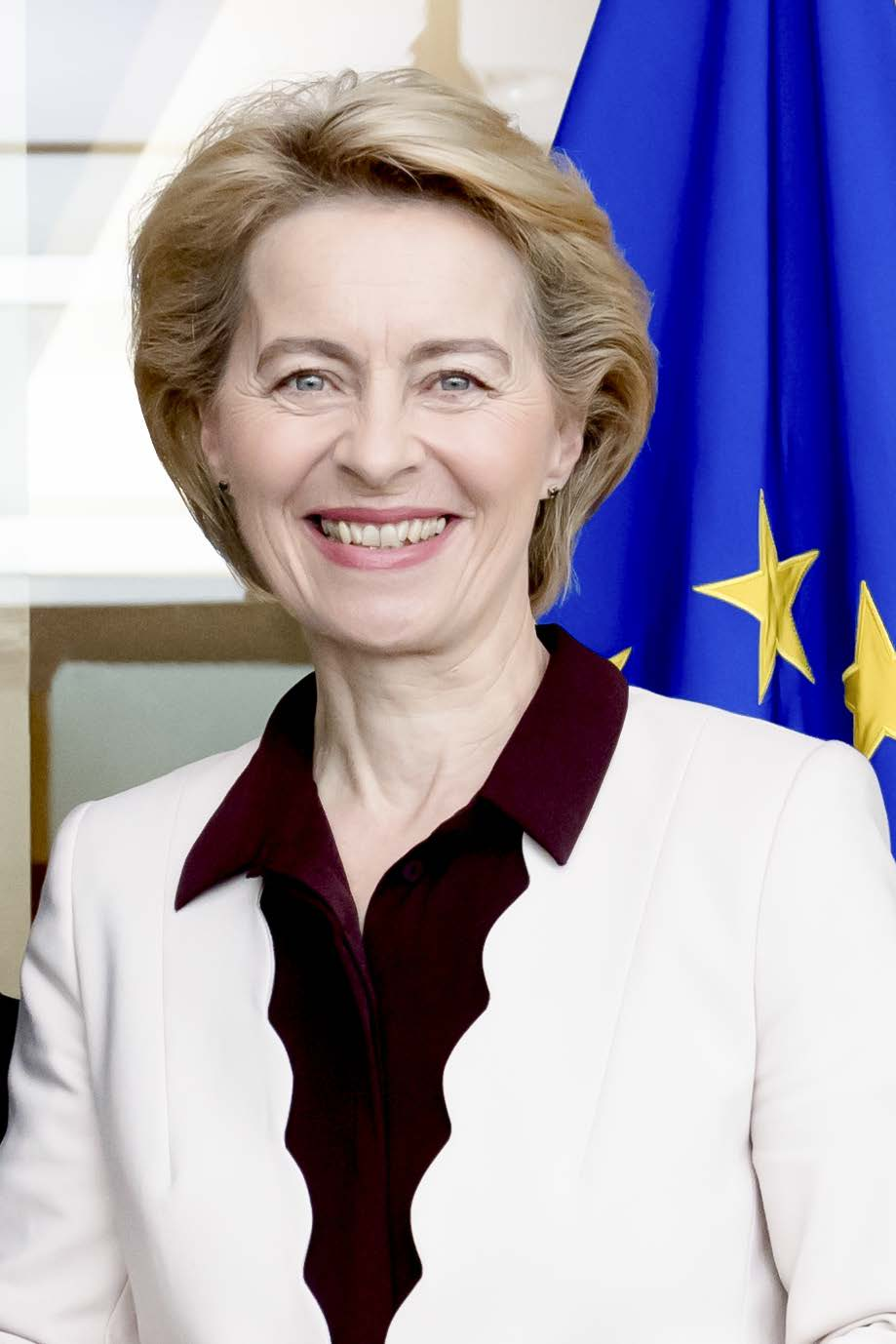
Ursula von der Leyen

## Presidente de la Comisión Europea
El presidente de la Comisión Europea (también conocido como presidente del Colegio de Comisarios o primer comisario) es el más alto funcionario que encabeza la institución que ostenta el poder ejecutivo de la Unión. El presidente dirige, lidera y coordina la acción política del Colegio de Comisarios y propone al presidente del Consejo Europeo el nombramiento de sus miembros; en este sentido, corresponde al presidente dirigir la acción de la Comisión y coordinar las funciones de los comisarios. El presidente de la Comisión representa a la Unión al más alto nivel en las relaciones exteriores (en las materias ajenas a la PESC), en colaboración con su vicepresidente para Asuntos Exteriores.
Se puede hacer un paralelismo claro entre la Comisión y los gobiernos nacionales; el Colegio de Comisarios a un consejo de ministros y el "primer comisario" a un primer ministro. El presidente/"primer comisario" tiene verdaderamente la función de un jefe de Gobierno. Salvo la diferencia en que la Comisión tiene poder supranacional y no nacional, y tiene menos atribuciones de gobierno.
El presidente está asistido por los siguientes órganos: la Oficina del Presidente, el Gabinete del Presidente y la Oficina de Consejeros (asesores).

## Vicepresidentes
Los vicepresidentes de la Comisión Europea son aquellos de entre los comisarios a los que el presidente confiere dicho cargo. Suelen ser además responsables de alguna de las carteras de comisario o departamentos que establece y reparte el presidente de la Comisión. Sus funciones específicas como vicepresidentes son aquellas que les delegue como tal el presidente, a excepción de las responsabilidades especiales que los Tratados atribuyen al Alto Representante de la Unión para Asuntos Exteriores en su calidad de vicepresidente de la Comisión.

## Carteras actuales (Segunda Comisión Von der Leyen)
| Presidencia: Ursula von der Leyen (Alemania) |                                               |
| Comisarios vicepresidentes - Cartera |                                               |
| Henna Virkkunen (Finlandia) | Soberanía Tecnológica, Seguridad y Democracia |
| Kaja Kallas (Estonia) | Asuntos Exteriores y Política de Seguridad    |
| Raffaele Fitto (Italia) | Cohesión y Reformas                           |
| Roxana Minzatu (Rumanía) | Personas, Habilidades y Preparación           |
| Stephane Séjourné (Francia) | Prosperidad y Estrategia Industrial           |
| Teresa Ribera (España) | Transición Limpia, Justa y Competitiva        |
| Otros comisarios Andrius Kubilius (Lituania): Defensa y Espacio Apostolos Tzitzikostas (Grecia): Transporte Sostenible y Turismo Christophe Hansen (Luxemburgo): Agricultura y Alimentación Costas Kadis (Chipre): Pesca y Océanos Dan Jørgensen (Dinamarca): Energía y Vivienda Dubravka Šuica (Croacia): Mediterráneo Ekaterina Zaharieva (Bulgaria): Startups, Investigación e Innovación Glenn Micallef (Malta): Equidad Intergeneracional, Juventud, Cultura y Deporte Hadja Lahbib (Bélgica): Preparación y Gestión de Crisis; Igualdad Piotr Serafin (Polonia): Presupuesto, Lucha contra el Fraude y Administración Pública Jessika Roswall (Suecia): Medio Ambiente, Resiliencia Hídrica y Economía Circular Competitiva Jozef Síkela (República Checa): Asociaciones Internacionales Magnus Brunner (Austria): Asuntos Internos y Migración María Luís Albuquerque (Portugal): Servicios Financieros y de la Unión de Ahorros e Inversiones Maroš Šefčovič (Eslovaquia): Comercio y Seguridad Económica; Relaciones Interinstitucionales y Transparencia Marta Kos (Eslovenia): Ampliación Michael McGrath (Irlanda): Democracia, Justicia y Estado de Derecho Olivér Várhelyi (Hungría): Salud y Bienestar Animal Valdis Dombrovskis (Letonia): Economía y Productividad; Implementación y Simplificación Wopke Hoekstra (Países Bajos): Clima, Cero Emisiones Netas y Crecimiento Limpio |                                               |

La Segunda Comisión Von der Leyen, también conocida como "Von der Leyen II", es el Colegio de Comisarios que tomó posesión el 1 de diciembre de 2024 y cesará en 2029. La designación de los comisarios tuvo lugar tras la reelección de la popular Ursula von der Leyen por amplia mayoría absoluta con 401 votos a favor de 720 en el Parlamento Europeo, gracias a un tripartito entre Populares (EPP Group), Socialistas (S&D) y Liberales (Renew Europe). El nuevo Colegio se sometió al voto final (mayoría simple) del Parlamento. El cordón sanitario entre las tres formaciones se basó en impedir que la extrema derecha entrara al Ejecutivo comunitario además de asegurarse un reparto de cargos para los tres partidos.

### Asuntos Exteriores
El alto representante de la Unión para Asuntos Exteriores y Política de Seguridad (AR), también conocido informalmente por los medios como alto representante o jefe de la diplomacia europea, es el vicepresidente de la Comisión Europea que ostenta la cartera de política exterior y de seguridad, encargado de dirigir y ejecutar toda la acción exterior de la Unión Europea. Se trata de una de las principales innovaciones institucionales del Tratado de Lisboa, que busca dar lugar a una mayor coherencia, influencia y visibilidad a la UE en la escena internacional, teniendo más peso en sus relaciones con otros países y organizaciones internacionales, y la intención de los Estados de crear una «voz única» ante los asuntos exteriores. 
El alto representante es el jefe de la diplomacia comunitaria, coordina la acción exterior de la Unión en el seno de la Comisión Europea como uno de sus vicepresidentes y es el encargado de las relaciones internacionales y, como mandatario del Consejo de Asuntos Exteriores, dirige y ejecuta la Política Exterior y de Seguridad Común (PESC), incluyendo la Política Común de Seguridad y Defensa (PCSD) y dirige el Servicio Europeo de Acción Exterior. Puesto en funcionamiento con la entrada en vigor del Tratado de Lisboa el 1 de diciembre de 2009, este cargo combina estos tres instrumentos de actuación, que se reflejan en el desempeño nato de sus funciones orgánicas.
Este cargo aúna en un solo puesto las funciones que antes desempeñaban tres altos funcionarios: el alto representante del Consejo para la Política Exterior y de Seguridad Común, el comisario europeo de Relaciones Exteriores y el ministro de Asuntos Exteriores del Estado miembro que detentara en cada momento la presidencia semestral del Consejo de la Unión Europea, en sus funciones como presidente del Consejo de Asuntos Exteriores.
Así pues, sus funciones superan ampliamente el marco de la Comisión, pero en el seno de la misma ejerce funciones importantes que, a diferencia de lo que sucede con el resto de los vicepresidentes, los tratados enuncian aquí con detalle. El Tratado de la Unión, finalmente, atribuye al AR y al Consejo la función de velar por la correcta aplicación de los principios de solidaridad, lealtad, especificidad, convergencia e interés común en el ámbito de toda la política exterior y de seguridad común, incluida la PCSD, velando además por la unidad coherencia y eficacia de la acción de la Unión.
El AR se apoya en un servicio europeo de acción exterior en el ámbito interno y el de las relaciones internacionales, prestando asistencia a su política y a la acción exterior de la Unión. Como jefe del Servicio Exterior, el AR nombra, coordina y supervisa a los embajadores de las misiones diplomáticas de la Unión Europea acreditados ante terceros países u organismos internacionales y a los enviados especiales de la Unión destacados a determinadas áreas geográficas o políticas de singular relevancia estratégica. La estructura personal, organizativa y funcional del Servicio Exterior es fijada por decisión del Consejo de Asuntos Exteriores adoptada a propuesta de su presidente, el AR, previa consulta al Parlamento Europeo y previa aprobación de la Comisión.

### Justicia, Derechos Fundamentales y Ciudadanía
El comisario de Justicia es el miembro de la Comisión Europea que ejerce la responsabilidad sobre la cartera homónima, que engloba responsabilidades en materia de justicia, derechos de los ciudadanos y Estado de derecho. El actual comisario es el reformador belga y del grupo Renovar Europa, Didier Reynders.
Toma el relevo desde 2010 del Comisario europeo de Justicia, Libertad y Seguridad, quien estaba a cargo también de Justicia y Asuntos Interiores (JAI), es decir, la cooperación policial y judicial en materia penal, el tercero pilar de la UE de Tratado de Lisboa, de la Inmigración en la Unión Europea, Derechos Humanos y Ciudadanía europea. Las funciones asignadas a la política de seguridad se han incorporado al cargo de Comisario europeo de Asuntos de Interior
La cartera de Justicia, Derechos Fundamentales y Ciudadanía fue creada por el Presidente de la Comisión, José Manuel Barroso, al dar comienzo su segundo mandato al frente del Colegio. Fue resultado de las numerosas demandas de eurodiputados, ONG, grupos de defensa de los derechos civiles, etc., que pedían la separación en dos carteras del hasta entonces unificado departamento de Justicia, Libertad y Seguridad, que antes lo fue de Asuntos de Justicia e Interior. Como resultado de la nueva estructura, resultaron de aquel dos nuevos departamentos o carteras: la de la Comisaria europea de Justicia, Derechos Fundamentales y Ciudadanía (V. Reding) y la de la Comisaria europea de Asuntos de Interior (Cecilia Malmström).
Entre 2010 2014 toma el relevo del Comisario europeo de Justicia, Libertad y Seguridad, quien estaba a cargo también de Justicia y Asuntos Interiores (JAI), es decir, la cooperación policial y judicial en materia penal, el tercero pilar de la UE de Tratado de Lisboa, de la Inmigración en la Unión Europea, Derechos Humanos y Ciudadanía europea. Las funciones asignadas a la política de seguridad se han incorporado al cargo de comisario europeo de Asuntos Internos.

### Asuntos de Interior
El comisario de Asuntos de Interior es el miembro de la Comisión Europea competente para la cartera de los asuntos referentes a la seguridad interior y a los movimientos migratorios que afectan a la Unión Europea. 

### Asuntos Económicos y Monetarios
El comisario de Economía es el miembro de la Comisión Europea encargado de la cartera que coordina todos los asuntos económicos donde la Unión tenga competencias ejecutivas, como los aspectos de su política monetaria sobre la moneda única, el euro. Además se encarga de coordinar al máximo a los Estados miembros en materia de política económica y financiera.

### Mercado Interior y Servicios
El comisario de Mercado Interior es el miembro de la Comisión Europea encargado de la cartera de los asuntos relativos a la armonización y el desarrollo del más alto potencial del mercado interior de la Unión, que cuenta con casi 450 millones de habitantes. Para ello cuenta con los poderosos instrumentos que los Tratados conceden a la Unión en esta materia con el fin de garantizar la libre circulación de personas, bienes, servicios y capitales en el seno de la Unión Europea. 
El Comisario de Mercado Interior cuenta para el buen desarrollo de sus funciones con la Dirección General de Mercado Interior, Industria, Emprendimiento y PYMES (DG GROW), la Dirección General de Industria de Defensa y Espacio (DG DEFIS)  y otros organismo dependientes, como la Oficina de Propiedad Intelectual (EUIPO), situada en Alicante (España).

### Competencia
El comisario de Competencia es el miembro de la Comisión Europea que está encargado de velar  por la libre competencia económica y empresarial en el Mercado Único, a través de la vigilancia en el riguroso cumplimiento por los agentes económicos de las normas que la regulan, y también por medio de la función sancionadora, si es preciso. Para todo ello se sirve de los servicios de la Dirección General de Competencia.
La UE opera una política de competencia destinada a garantizar una sana competencia económica y empresarial en el mercado único. La Comisión como regulador de la competencia en dicho mercado, es responsable de aprobar fusiones, desmontar carteles y busca la liberalización económica y la prevención de las ayudas estatales.
El Comisario de Competencia ocupa una de las posiciones más poderosas de la Comisión, que destaca por la capacidad de afectar los intereses comerciales de las corporaciones transnacionales. Por ejemplo, en 2001 la Comisión por primera vez impidió un fusión entre dos empresas con sede en los Estados Unidos (GE y Honeywell), que ya había sido aprobado por la autoridad nacional. Otro caso de alto perfil dio lugar a que la Comisión multara a Microsoft en más de € 777 millones tras nueve años de acción legal.

### Comercio
El comisario de Comercio es el miembro de la Comisión Europea encargado de despachar los asuntos relacionados con las relaciones comerciales de la Unión Europea con el exterior, incluyendo la dirección de su política comercial y la negociación de los acuerdos con terceros países o multilaterales, estos últimos casi siempre en el seno de la Organización Mundial del Comercio. Se trata, debido al ingente volumen de tráfico comercial de la Unión —primera potencia comercial del mundo—, de una de las carteras más poderosas del Ejecutivo europeo.

### Agricultura y Desarrollo Rural
El comisario de Agricultura es el miembro de la Comisión Europea encargado de la cartera homónima. Gestiona y ejecuta la Política Agraria Común (PAC) de la Unión Europea (UE), que representa el 44 % del presupuesto de la UE. 
El actual comisario responsable de esta cartera es el polaco conservador y reformista Janusz Wojciechowski.

### Energía
El comisario de Energía es el miembro de la Comisión Europea que ostenta la responsabilidad de la cartera sobre los asuntos relativos al abastecimiento y fuentes de energía, a la seguridad y autonomía energética y a la energía atómica –en este caso a través de los mecanismos de la Comunidad Europea de la Energía Atómica (Euratom)–. Es, por lo tanto, el encargado de articular y promover una política energética común para la Unión Europea, así como de impulsar la composición de un libre mercado europeo de la energía.
El comisario de Energía dispone a su servicio de la Dirección General de Energía de la Comisión.

### Comisario europeo de Innovación, Investigación, Cultura, Educación y Juventud
El comisario de Innovación, Investigación, Cultura, Educación y Juventud es el miembro de la Comisión Europea que tiene responsabilidades en dichos ámbitos ejecutivos. La cartera es el resultado de la fusión, en 2019, del cargo de comisario de Educación, Cultura, Juventud y Deporte con el de comisario de Investigación, Ciencia e Innovación.